# Korkeassaari
Korkeassaari är en ö i Finland. Den ligger i sjön Konnivesi och i kommunen Heinola i den ekonomiska regionen  Lahtis ekonomiska region  och landskapet Päijänne-Tavastland, i den södra delen av landet, 130 km nordost om huvudstaden Helsingfors. Öns area är 2,6 hektar och dess största längd är 300 meter i sydöst-nordvästlig riktning.